# Ius gentium
Het ius gentium was in het Romeinse recht het recht dat de Romeinen gemeen hadden met de omringende volkeren. Het werd toegepast bij geschillen tussen burgers afkomstig uit verschillende rechtssystemen. Hoewel het soms wordt opgevat als voorloper van het tegenwoordige volkenrecht is het daarmee toch niet helemaal vergelijkbaar. Anders dan volkenrecht betrof het ius gentium regels van veelal privaatrechtelijke aard.
Het Romeinse ius gentium is ouder dan het idee van het natuurrecht (ius naturale). Romeinse juristen waren dan ook geneigd de ideeën van het natuurrecht te zien als synoniem aan hun eigen ideeën betreffende het ius gentium. Dat klopte echter niet helemaal, want het ius gentium is puur feitelijk en heeft geen morele lading terwijl het natuurrecht die morele lading bij uitstek heeft.
Het verschil tussen ius gentium en ius naturale werd duidelijk in kwesties rond de slavernij. Slavernij kwam onder alle volkeren voor, en de Romeinen rekenden slavernij met alle bijbehorende regels omtrent vrijlating dan ook onder het ius gentium. Maar het kon niet onder het natuurrecht worden gerekend, omdat ze wel vonden dat volgens het ius naturale ieder mens vrij geboren wordt.
Met de codificatie van keizer Justinianus die tussen 526 en 533 tot stand kwam verdween de relevantie van het begrip ius gentium. In deze codificatie was het ius gentium verwoord, dat daardoor deel ging uitmaken van het geschreven recht.